# Bisbat de Tarahumara
El bisbat de Tarahumara (castellà:  Diócesis de Tarahumara, llatí: Dioecesis Tarahumarensis) és una seu de l'Església Catòlica a Mèxic, sufragània de l'arquebisbat de Chihuahua, i que pertany a la regió eclesiàstica Norte. Al 2014 tenia 307.000 batejats sobre una població de 317.000 habitants. Actualment està regida pel bisbe Juan Manuel González Sandoval, M.N.M.

## Territori
La diòcesi comprèn part de l'estat mexicà de Chihuahua.
La seu episcopal és la ciutat de Guachochi, on es troba la catedral de Mare de Déu de Guadalupe.
El territori s'estén sobre 31.353 km², i està dividit en 16 parròquies.

## Història
La missió sui iuris de Tarahumara va ser erigida el 6 de maig de 1950, prenent el territori del bisbat de Chihuahua (avui arcidiocesi).
El 23 giugno 1958 la missió sui iuris fou elevada a vicariat apostòlic en virtut de la butlla Si qua inter del papa Pius XII.
L'11 de maig de 1992 cedí una porció del seu territori per tal que s'erigís el bisbat de Parral.
El 20 de desembre de 1993 el vicariat apostòlic va ser elevat a diòcesi en virtut de la butlla Cum esset del Papa Joan Pau II.

## Cronologia episcopal
- Salvador Martínez Aguirre, S.J. † (4 de juliol de 1958 - 25 de maig de 1973 jubilat)
- José Alberto Llaguno Farias, S.J. † (28 de febrer de 1975 - 26 de febrer de 1992 mort)
- José Luis Dibildox Martínez (20 de desembre de 1993 - 27 de desembre de 2003 nomenat bisbe de Tampico)
- Rafael Sandoval Sandoval, M.N.M. (4 de gener de 2005 - 23 de novembre de 2015 nomenat bisbe d'Autlán)
- Juan Manuel González Sandoval, M.N.M., des del 4 de febrer de 2017

## Estadístiques
A finals del 2014, la diòcesi tenia 307.000 batejats sobre una població de 317.000 persones, equivalent al 96,8% del total.
| any  | població | població | població | sacerdots | sacerdots       | sacerdots       | sacerdots             | diaques | religiosos | religiosos | parròquies |
| ---- | -------- | -------- | -------- | --------- | --------------- | --------------- | --------------------- | ------- | ---------- | ---------- | ---------- |
| any  | batejats | total    | %        | total     | clergat secular | clergat regular | batejats por sacerdot | diaques | homes      | dones      |            |
| 1966 | 121.600  | 125.000  | 97,3     | 19        |                 | 19              | 6.400                 |         | 35         | 106        | 1          |
| 1970 | 130.000  | 133.617  | 97,3     | 38        | 19              | 19              | 3.421                 | 2       | 62         | 94         |            |
| 1976 | 147.000  | 150.000  | 98,0     | 25        | 5               | 20              | 5.880                 |         | 40         | 83         |            |
| 1980 | 154.000  | 174.000  | 88,5     | 28        | 10              | 18              | 5.500                 |         | 37         | 92         |            |
| 1990 | 160.000  | 164.000  | 97,6     | 33        | 17              | 16              | 4.848                 | 1       | 32         | 135        | 16         |
| 1999 | 250.725  | 253.450  | 98,9     | 35        | 14              | 21              | 7.163                 |         | 33         | 111        | 14         |
| 2000 | 261.700  | 264.520  | 98,9     | 34        | 13              | 21              | 7.697                 |         | 34         | 112        | 14         |
| 2001 | 265.320  | 270.815  | 98,0     | 35        | 13              | 22              | 7.580                 |         | 34         | 114        | 14         |
| 2002 | 267.815  | 275.300  | 97,3     | 34        | 12              | 22              | 7.876                 |         | 35         | 108        | 14         |
| 2003 | 271.300  | 280.806  | 96,6     | 34        | 14              | 20              | 7.979                 |         | 32         | 106        | 14         |
| 2004 | 275.600  | 285.300  | 96,6     | 34        | 14              | 20              | 8.105                 |         | 32         | 106        | 14         |
| 2010 | 296.000  | 306.000  | 96,7     | 41        | 19              | 22              | 7.219                 |         | 31         | 114        | 15         |
| 2014 | 307.000  | 317.000  | 96,8     | 45        | 24              | 21              | 6.822                 |         | 28         | 143        | 16         |